# Фанк
Фанк (англ. funk) — стиль афроамериканської танцювальної музики з виділеними ударними. Поліритмічна композиція, для якої характерні мінімальна мелодійність й активне синкопування партій всіх інструментів (синкопований бас називається «фанкуючим»), а також пульсуючий ритм, крикливий вокал, багаторазове повторення коротких мелодійних фраз.

## Історія
Традиції фанка сходять до нескладних композицій Руфуса Томаса та Джеймса Брауна початку 1960-х; він простежується в музиці таких виконавців, як Booker T. & the M.G.'s, Sly & the Family Stone, Джорджа Клінтона (та його гуртів Parliament і Funkadelic) та інших. В 1970-х роках в цьому напрямку працювали Earth, Wind & Fire, Tower of Power, Commodores, Kool & The Gang. Фанк із простішим ритмом став основою ритмічної структури стилю диско.
Джазмен Майлз Девіс був першим, хто схрестив фанк з джазом. Слідом за ним фанкові платівки записали Орнетт Коулман, Гербі Генкок і Сан Ра.
Документальний фільм «Вусатий Фанк» від студії Т. Т.М за підтримки Державного агентства України з питань кіно та Міністерства культури було створено задля висвітлення історії фанку за часів окупації України СРСР У стрічці розповідають про роль Володимира Івасюка, Віктора Морозова та інших корифеїв жанру. Сучасні чисельні українські музиканти продовжують створювати композиції у цьому стилі, зокрема Сальто назад та Бумбокс.
Українські гурти 1970-х збирали стадіони й багатотисячні зали, але згодом їхні пісні було майже забуто. Автори показують контекст того часу з обмеженнями, попри які створювалися ці треки. Громадянам СРСР не було потреби слухати Джеймса Брауна, Френка Заппу чи Pink Floyd — так вважала партія. Але все змінилося наприкінці 1960-х: за вказівкою політбюро, в УРСР почали масово з'являтися ВІА, що мали замінити молоді західні рок-гурти. Але замість лояльних до партії музикантів, влада отримала сучасну й самобутню музичну сцену. Більшість із цих ансамблів звучать цілком актуально і у сучасності: Візерунки шляхів, Арніка, «Водограй», «Жива вода» та інші.

## Знакові платівки
- Rufus Thomas, ‘Walking the Dog’ (1963)
- James Brown, ‘Out of Sight’ (1964)
- Wilson Pickett, ‘The Exciting Wilson Pickett’ (1966)
- Sly & The Family Stone, ‘Stand!’ (1969)
- Funkadelic, 'Free Your Mind and Your Ass Will Follow' (1970)
- Miles Davis, ‘On the Corner’ (1972)
- Kool & The Gang, ‘Wild and Peaceful’ (1973)
- B.T.Express, ‘Do It’ (1973)
- Ohio Players, ‘Fire’ (1974)
- Parliament, ‘Up for the down Stroke’ (1974)
- Herbie Hancock, ‘Thrust’ (1974)
- Ornette Coleman, ‘Dancing In Your Head’ (1977)
- Zapp, ‘Zapp 1’ (1980)
- Prince, ‘Controvercy’ (1981)

## Виконавці
- Alexander O'Neal
- Atlantic Starr
- Aurra
- The Average White Band
- The Bar-Kays
- B. B. & Q. Band
- Brass Construction
- Bootsy Collins
- Brothers Johnson
- B.T. Express
- Brick
- James Brown
- Cameo
- Earth, Wind & Fire
- Kool & the Gang
- N.E.R.D
- Sly & the Family Stone
- SunSay
- VOLGA: FUNK з Ольгою Лукачовою